# Lactarius glutigriseus
Lactarius glutigriseus é um fungo que pertence ao gênero de cogumelos Lactarius na ordem Russulales. Encontrado na América do Norte, foi descrito cientificamente por V.L. Wells e Kempton em 1975.